# SAGE
SAGE ili Semi-Automatic Ground Environment ime je za operacijski sustav i sistemsku mrežu računala koje je bilo razvijeno za američko vojno zrakoplovstvo tijekom 1950-tih godina. Namjena SAGE-a bila je koordinacija i spajanje podataka iz svih radarskih postrojenja u cilju stvaranja jedinstvene slike zračnog prostora iznad i okolo SAD-a. Sistem jer započeo s radom 1958. godine i prestao je s radom 1984. godine. SAGE je usmjeravao i kontrolirao je sjevernoameričku zračnu obranu (NORAD) od potencijalnog sovjetskog zračnog napada tijekom hladnog rata. Središnjica SAGE-a bila su 24 IBM-ova računala AN/FSQ-7 Combat Direction Central,  i bila je najveća računalna instalacija u svijetu kada je puštena u rad (1958. godine).